# 索利·馬奇
所羅門·班傑明·馬奇（英語：Solomon Benjamin March；1994年7月20日—）是英格蘭的一位足球運動員，在場上司職中場。他現在效力於英超球隊布萊頓。他也出身於布萊頓青訓營。

## 榮譽

### 球會
布萊頓
- 英格蘭足球冠軍聯賽亞軍：2016–17賽季

## 外部連結
- Soccerway資料庫：索利·馬奇
- Solly March （页面存档备份，存于） at TheFA.com